# فهرست محبوب‌ترین وبگاه‌ها
فهرست پربازدیدترین وبگاه‌های جهان فهرستی از وبگاه‌هایی است که بر اساس معیارهای سنجش ترافیک وب، بیشترین بازدیدکننده را در سطح جهانی دارند. این رتبه‌بندی‌ها به صورت دوره‌ای توسط شرکت‌های تحلیل‌گر وب مانند سیمیلاروب منتشر می‌شود. در گذشته، الکسا اینترنت نیز یکی از مراجع اصلی این رتبه‌بندی‌ها بود، اما فعالیت این سرویس در مه ۲۰۲۲ متوقف شد و داده‌های آن دیگر به‌روز نمی‌شوند.
این مقاله بر اساس داده‌های رتبه‌بندی وبگاه‌ها توسط سیمیلاروب تا تاریخ فوریه ۲۰۲۵ به‌روزرسانی شده است و شامل وبگاه‌های عمومی و پربازدید است.

## روش‌های رتبه‌بندی
رتبه‌بندی وبگاه‌ها توسط شرکت‌های تحلیل‌گر وب بر اساس الگوریتم‌ها و منابع داده‌ای مختلفی انجام می‌شود. به طور کلی، این روش‌ها ترکیبی از تحلیل ترافیک نمونه‌ای از کاربران اینترنت (از طریق افزونه‌های مرورگر یا نرم‌افزارها)، داده‌های ارائه دهندگان خدمات اینترنت (ISPها)، ترافیک مستقیم از وبگاه‌ها، و اطلاعات جمع‌آوری شده توسط خزنده‌های وب را شامل می‌شود.
سیمیلاروب ترافیک وب را بر اساس یک پانل گسترده از میلیون‌ها کاربر اینترنت، داده‌های ارائه دهندگان خدمات اینترنت بین‌المللی، اطلاعات ترافیک مستقیم از هزاران وبگاه و اپلیکیشن، و تحلیل محتوای وبگاه‌ها (با استفاده از خزنده‌های وب) تخمین می‌زند. معیارهای اصلی رتبه‌بندی معمولاً شامل تعداد بازدیدها (Visits)، تعداد صفحات بازدید شده در هر بازدید (Pages/Visit)، مدت زمان متوسط حضور در سایت (Average Visit Duration) و نرخ پرش (Bounce Rate) است که در نهایت منجر به تعیین رتبه جهانی یک وبگاه می‌شود.

## فهرست وبگاه‌ها (فوریه ۲۰۲۵)
جدول زیر شامل پربازدیدترین وبگاه‌های جهان بر اساس رتبه‌بندی سیمیلاروب تا تاریخ فوریه ۲۰۲۵ است. این فهرست شامل وبگاه‌های با محتوای عمومی است:
| رتبه جهانی | وبگاه              | دامنه اصلی          | نوع اصلی                                | کشور مبدأ (تقریبی)  |
| ---------- | ------------------ | ------------------- | --------------------------------------- | ------------------- |
| ۱          | گوگل               | google.com          | موتور جستجو، خدمات اینترنتی             | ایالات متحده آمریکا |
| ۲          | یوتیوب             | youtube.com         | سکوی اشتراک ویدئو                       | ایالات متحده آمریکا |
| ۳          | فیس‌بوک             | facebook.com        | شبکه اجتماعی                            | ایالات متحده آمریکا |
| ۴          | اینستاگرام         | instagram.com       | شبکه اجتماعی، اشتراک‌گذاری عکس و ویدئو   | ایالات متحده آمریکا |
| ۵          | تیک‌تاک             | tiktok.com          | سکوی ویدئو کوتاه اجتماعی                | چین                 |
| ۶          | ایکس               | x.com               | شبکه اجتماعی                            | ایالات متحده آمریکا |
| ۷          | ویکی‌پدیا           | wikipedia.org       | دانشنامه برخط                           | ایالات متحده آمریکا |
| ۸          | واتس‌اپ             | whatsapp.com        | پیام‌رسان (وب)                           | ایالات متحده آمریکا |
| ۹          | آمازون (شرکت)      | amazon.com          | تجارت الکترونیک، خدمات ابری             | ایالات متحده آمریکا |
| ۱۰         | مایکروسافت         | microsoft.com       | نرم‌افزار، خدمات ابری، سخت‌افزار          | ایالات متحده آمریکا |
| ۱۱         | بایدو              | baidu.com           | موتور جستجو، خدمات وب                   | چین                 |
| ۱۲         | تنسنت کیوکیو       | qq.com              | پرتال وب، پیام‌رسان فوری                 | چین                 |
| ۱۳         | تاوباو             | taobao.com          | تجارت الکترونیک                         | چین                 |
| ۱۴         | یاهو!              | yahoo.com           | پرتال وب، اخبار، خدمات ایمیل            | ایالات متحده آمریکا |
| ۱۵         | Yandex             | yandex.ru           | موتور جستجو، خدمات اینترنتی             | روسیه               |
| ۱۶         | بایدو بایدوکلاود   | pan.baidu.com       | ذخیره‌سازی ابری، خدمات وب                | چین                 |
| ۱۷         | بایدو بایدو بایک   | baike.baidu.com     | دانشنامه برخط                           | چین                 |
| ۱۸         | ردیت               | reddit.com          | اخبار اجتماعی، تالار گفتگو              | ایالات متحده آمریکا |
| ۱۹         | Netflix            | netflix.com         | خدمات پخش ویدئوی درخواستی               | ایالات متحده آمریکا |
| ۲۰         | Bing               | bing.com            | موتور جستجو                             | ایالات متحده آمریکا |
| ۲۱         | داگ‌داگ‌گو           | duckduckgo.com      | موتور جستجو (تمرکز بر حریم خصوصی)       | ایالات متحده آمریکا |
| ۲۲         | علي‌بابا گروپ       | alibaba.com         | تجارت الکترونیک (عمده‌فروشی)             | چین                 |
| ۲۳         | Bilibili           | bilibili.com        | سکوی اشتراک ویدئو                       | چین                 |
| ۲۴         | سینا (شرکت)        | sina.com.cn         | پرتال وب، اخبار                         | چین                 |
| ۲۵         | سینا ویبو          | weibo.com           | شبکه اجتماعی                            | چین                 |
| ۲۶         | Yahoo! Japan       | yahoo.co.jp         | پرتال وب                                | ژاپن                |
| ۲۷         | eBay               | ebay.com            | تجارت الکترونیک، حراج آنلاین            | ایالات متحده آمریکا |
| ۲۸         | علی‌اکسپرس          | aliexpress.com      | تجارت الکترونیک (خرده‌فروشی بین‌المللی)   | چین                 |
| ۲۹         | Twitch             | twitch.tv           | پخش زنده ویدئو (بازی، سرگرمی)           | ایالات متحده آمریکا |
| ۳۰         | بینگ بایگان وب     | bing.com            | موتور جستجو، بایگانی وب                 | ایالات متحده آمریکا |
| ۳۱         | Sogou              | sogou.com           | موتور جستجو                             | چین                 |
| ۳۲         | Microsoft Online   | microsoftonline.com | خدمات ابری مایکروسافت                   | ایالات متحده آمریکا |
| ۳۳         | Mail.Ru            | mail.ru             | پرتال وب، خدمات ایمیل                   | روسیه               |
| ۳۴         | گیت‌هاب             | github.com          | خدمات میزبانی کد                        | ایالات متحده آمریکا |
| ۳۵         | گولیس              | gmx.net             | خدمات ایمیل                             | آلمان               |
| ۳۶         | CSDN               | csdn.net            | تالار گفتگوی توسعه‌دهندگان، اخبار فناوری | چین                 |
| ۳۷         | Pinterest          | pinterest.com       | شبکه اجتماعی کشف بصری                   | ایالات متحده آمریکا |
| ۳۸         | Weather.com        | weather.com         | پیش‌بینی وضع هوا                         | ایالات متحده آمریکا |
| ۳۹         | Standard Chartered | sc.com              | خدمات مالی                              | بریتانیا            |
| ۴۰         | Zoom               | zoom.us             | خدمات کنفرانس ویدئویی                   | ایالات متحده آمریکا |
| ۴۱         | Stack Overflow     | stackoverflow.com   | وبگاه پرسش و پاسخ برنامه‌نویسان          | ایالات متحده آمریکا |
| ۴۲         | دایلی میل          | dailymail.co.uk     | وبگاه خبری                              | بریتانیا            |
| ۴۳         | Microsoftonline    | microsoftonline.com | خدمات ابری مایکروسافت                   | ایالات متحده آمریکا |
| ۴۴         | Okezone            | okezone.com         | پرتال خبری                              | اندونزی             |
| ۴۵         | Naver              | naver.com           | پرتال وب، موتور جستجو                   | کره جنوبی           |
| ۴۶         | Bloomberg          | bloomberg.com       | اخبار مالی، داده‌ها                      | ایالات متحده آمریکا |
| ۴۷         | Quora              | quora.com           | وبگاه پرسش و پاسخ                       | ایالات متحده آمریکا |
| ۴۸         | AccuWeather        | accuweather.com     | پیش‌بینی وضع هوا                         | ایالات متحده آمریکا |
| ۴۹         | Booking            | booking.com         | موتور جستجوی سفر                        | هلند                |
| ۵۰         | Samsung            | samsung.com         | وبگاه شرکتی (فناوری، محصولات)           | کره جنوبی           |

## روش‌های رتبه‌بندی (تاریخی)
الکسا اینترنت وب سایت‌های خود را بر اساس یک اندازه‌گیری ترکیبی از بازدید صفحه و کاربران سایت، رتبه‌بندی می‌کرد و لیستی از محبوب‌ترین وب سایت‌ها را بر اساس این زمان رتبه‌بندی به‌طور متوسط در طی دوره‌های سه‌ماهه ایجاد می‌کرد. فقط دامنه بالاترین سطح سایت ثبت می‌شد و هر زیر دامنه را جمع می‌کرد. این سرویس در مه ۲۰۲۲ غیرفعال شد.
رتبه‌بندی وبگاه‌های سیمیلاروب بر اساس یک پانل از میلیون‌ها کاربر اینترنت، داده‌های ارائه دهندگان خدمات اینترنت بین‌المللی، اندازه‌گیری مستقیم از ترافیک وب از داده‌های هزاران وب سایت و تحلیل محتوای وب سایت عمومی است.

## یادداشت
الگو:پانویس گروهی